# Ain Bida
Ain Bida (franska: Ain Bida (CR), Ain Bida (Commune Rurale), arabiska: عين قنصرة) är en kommun i Marocko.   Den ligger i prefekturen Fès och regionen Fès-Meknès, i den nordöstra delen av landet, 180 km öster om huvudstaden Rabat. Antalet invånare är 6 854.